# Seleuco de Alexandria
Seleuco de Alexandria ou Seleucos de Alexandria (em grego: Σέλευκος; séc. 1 a.C. - séc. 1 d.C.) foi um gramático de Alexandria.

## Vida
O Suda informa que Seleuco tinha o apelido de "homérico" (em grego: Ὁμηρικός; localização: Sigma 200, segundo Ada Adler) e que escreveu trabalhos sobre quase todos os poetas do seu tempo e obras chamadas "Sobre as diferenças entre sinônimos" (em grego: Περὶ τῆς ἐν συνωνύμοις διαφορᾶς); "Sobre as coisas consideradas falsas" (em grego: Περὶ τῶν ψευδῶς πεπιστευμένων); "Sobre os provérbios dos alexandrinos" (em grego: Περὶ τῶν παρ' Ἀλεξανδρεῦσι παροιμιῶν), "Sobre os deuses" (em grego: Περὶ θεῶν).
Suetônio conta no Vida dos doze Césares ("De Vita Caesarum") (Tibério 56) que Seleuco atuou na corte de Tibério junto a outros pensadores gregos. Ele informa que Tibério tinha o hábito de formular perguntas capciosas e, certa vez, Seleuco, procurando se antecipar às questões, indagou aos servos do imperador sobre quais autores ele se ocupava com leituras naquele momento. Tal ousadia lhe custou muito caro, posto que, ao descobrir a manobra, Tibério o compeliu a cometer suicídio.